# Paradox (w-inds.の曲)
『Paradox』（パラドックス）は、w-inds.の3枚目のマキシシングル。2001年10月17日発売。FLIGHT MASTERよりリリースされた。

## 概要
- 自身最大のヒット作であり、これをきっかけに第43回日本レコード大賞最優秀新人賞を始め第39回ゴールデン･アロー賞音楽新人賞、第16回日本ゴールドディスク大賞ニューアーティストオブザイヤーと新人賞を総なめした。
- またこの楽曲をキーボードで耳コピーした龍一はその達成感からより楽器に興味を持ち、涼平は自ら出演した番組を見て未熟だと気づきダンスや仕事への気持ちを改めるなど、後の個々の活躍に大きな影響を与えている。
- 2001年10月17日AX MUSIC-TVに出演。
- 2001年10月20日ポップジャムに出演。司会の堂本光一やKAT-TUN（デビュー前）のメンバーたちと共演した。
- 2001年11月5日HEY!HEY!HEY! MUSIC CHAMPに出演。

### タイアップ
- NTV系 FUN『FUN'S RECOMMEND#019』
- 映画『Star Light』主題歌

### 初回特典
- w-inds.オリジナルトレーディングカード(全4種)
- w-inds.初出演映画「Star Light」特別割引券
- 「Paradox」発売記念スペシャルイベント参加応募券

## 収録曲
1. Paradox
2. Somewhere in Time
3. Paradox(ZA DOWNTOWN STREET RUMOR REMIX)
4. Paradox(Instrumental)

作詞･作曲･編曲: 葉山拓亮
編曲: Banana Ice(#3)

## その他
- 『Paradox』発売イベントを全国5か所で行った。以前と参加方法は異なり、CD購入者の中から抽選で選ばれた者のみ参加できる抽選制であった。

### 変声期
- この頃慶太は変声期のピークを迎える。後に本人も「声が出ないのが辛くて歌うのが嫌だった」と何度か語っている。